# Dadoychus flavocinctus
Dadoychus flavocinctus är en skalbaggsart som beskrevs av Louis Alexandre Auguste Chevrolat 1833. Dadoychus flavocinctus ingår i släktet Dadoychus och familjen långhorningar. Inga underarter finns listade i Catalogue of Life.